# Nakifuma
Nakifuma est une ville de la région centrale de l'Ouganda.

## Localisation
Nakifuma se trouve dans le sous-comté de Nakifuma, comté de Kyaggwe, dans le district de Mukono. La ville est située sur la route principale de Kampala, qui traverse Gayaza, Kalagi et Kayunga. Cet endroit se trouve à environ 26 kilomètres (16 mi), par la route, au nord-est de Mukono, où se trouve le siège du district et à environ 46 kilomètres (29 mi), par la route, au nord-est de Kampala, la capitale et plus grande ville de l'Ouganda. La route menant à Nakifuma est une route goudronnée tous temps. Les coordonnées de Nakifuma sont : 0°32'27.0 "N, 32°47'24.0 "E (Latitude : 0,5408 ; Longitude : 32,7900),.

## Vue d'ensemble
Nakifuma est l'emplacement du siège du sous-comté de Nakifuma, l'un des deux sous-comtés du district de Mukono. L'autre sous-comté du district est le sous-comté de Mukono, où se trouve la ville de Mukono. Le marché central de Nakifuma est le plus grand marché de produits frais de la ville.

## Population
La population exacte de Nakifuma n'est pas connue en mai 2011.

## Points d'intérêt
Les points d'intérêt suivants se trouvent dans la ville ou à proximité de ses frontières :
- Les bureaux du conseil municipal de Nakifuma
- Les bureaux du comté de Nakifuma, l'un des comtés constitutifs du district de Mukono.
- Le marché central de Nakifuma
- Le commissariat de police de Nakifuma
- La route Kalagi-Kayunga - Cette route goudronnée, praticable par tous les temps, traverse Nakifuma du nord-est au sud-ouest.